# 12444 Prothoon
12444 Prothoon è un asteroide troiano di Giove del campo troiano. Scoperto nel 1996, presenta un'orbita caratterizzata da un semiasse maggiore pari a 5,2452155 UA e da un'eccentricità di 0,0714825, inclinata di 30,82694° rispetto all'eclittica.
L'asteroide è dedicato a Protoone, guerriero troiano.